# Bitki

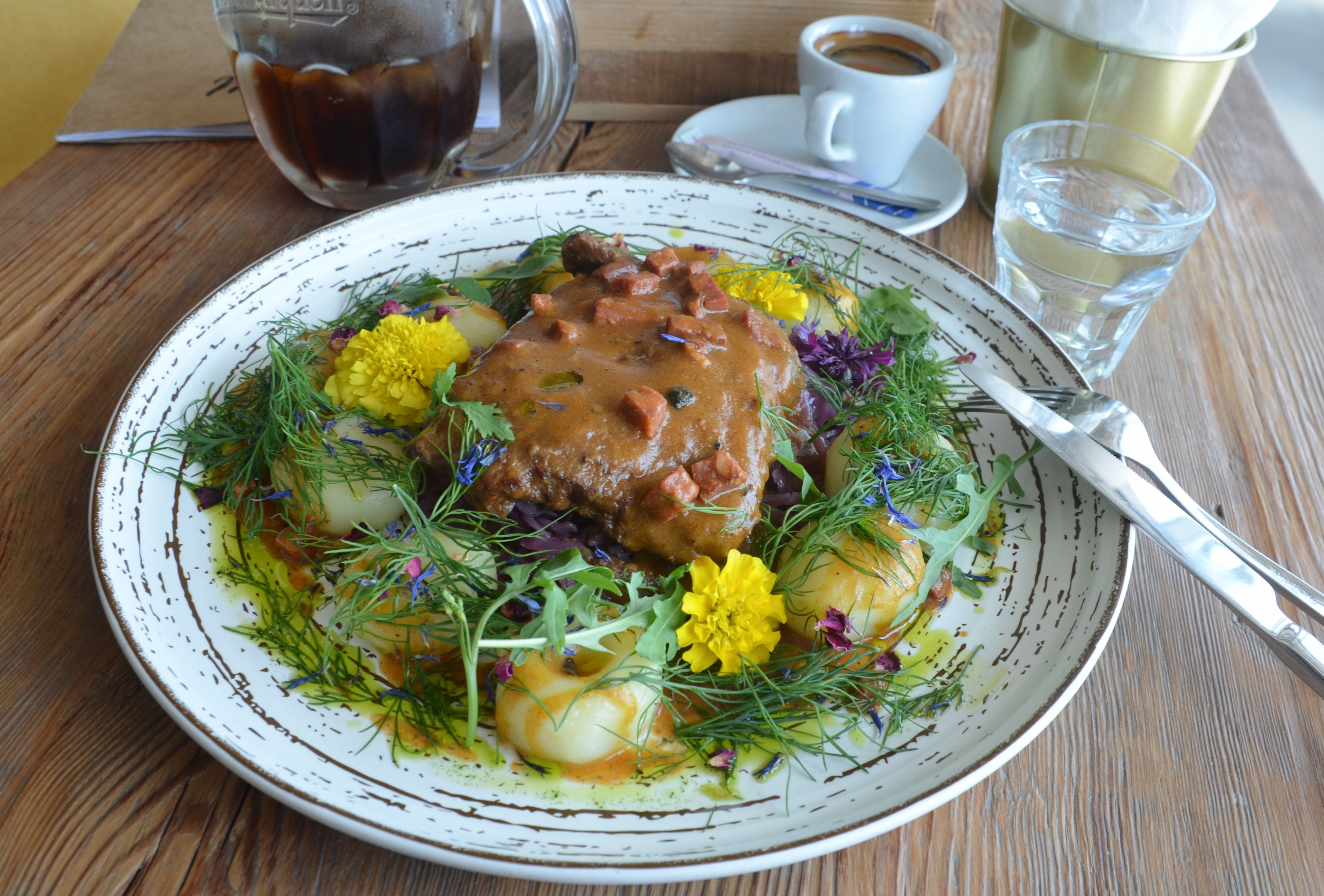
Bitki wołowe

Bitki – kotlety mięsne z wołowiny lub wieprzowiny. Mięso kroi się na mniejsze kawałki i rozbija tłuczkiem (kotlet bity), następnie po lekkim obsmażeniu na patelni dusi się w rondlu.